# 青州 (南齐)
青州，中国南北朝时侨置的州。
西晋末年永嘉南渡，东晋朝廷把南渡的青州百姓安置在今扬州市、泰州市、高邮市一带。东晋末年，刘裕灭南燕，收复青州，青州成为实土州。刘宋宋明帝泰始年间，青州被北魏占据，北魏改为齐州。青州和冀州二州侨治到郁洲（今江苏省连云港市云台山）。南齐青州只有北海郡有赣榆一个实土县。南梁青州下辖东彭城郡、北谯郡、僮阳郡三个实土郡，侯景之乱后，郁洲被东魏夺得，侨置青州被废。
青州刺史
- 王玄邈（469年－470年）
- 刘崇智（470年－474年）
- 刘善明（474年－477年）
- 明庆符（477年－480年）
- 崔祖思（480年）
- 卢绍之（480年－482年）
- 桓康祖（482年）
- 垣荣祖（482年－484年）
- 崔平仲（484年－485年）
- 王文和（485年－490年）
- 张冲（490年－494年）
- 周奉叔（494年）
- 萧颖胄（494年）
- 王洪范（494年－498年）
- 王珍国（498年－501年）
- 桓和（501年－502年）